# Monimolimnion
Als Monimolimnion bezeichnet man in der physikalischen Limnologie den Tiefenwasserbereich in meromiktischen Seen, der nicht in die jahreszyklische Durchmischung einbezogen ist. In der Regel ist das Monimolimnion frei von Sauerstoff und angereichert mit reduzierten Abbauprodukten von Biomasse. Dadurch erhöht sich seine Dichte, was im weiteren Verlauf ein sich verstärkendes Hindernis der Durchmischung mit dem darüber liegenden Mixolimnion darstellt.

## Beschreibung
Das Tiefenwasser des Monimolomnion unterscheidet sich meist deutlich in seiner chemischen Zusammensetzung vom Oberflächenwasser, beide sind oft durch eine scharfe Sprungschicht, eine Chemokline, voneinander getrennt. Das Monimolimnion ist dabei fast immer salzreicher und dadurch dichter. In tieferen Seen ist darüber jahreszeitlich ein Hypolimnion geschichtet, das einmal (monomiktisch) oder zweimal (dimiktisch) im Jahr mit dem Oberflächenwasser durchmischt wird. Das Monimolimnion nimmt dabei, anders als das Hypolimnion, nicht an der Durchmischung teil.
Durch die fehlende Durchmischung können sich im Monimolimnion gelöste Salze anreichern. Dies kann so weit gehen, dass unter einer meromiktischen Schicht aus normalem Süßwasser eine Salzwasserschicht liegt, die in ihrer Salzkonzentration Verhältnisse wie im Meerwasser erreicht (zum Beispiel im durch Kohlenbergbau entstandenen Wallendorfer See in Sachsen-Anhalt). Das Wasser im Monimolimnion ist kalt, durch höheren Salzgehalt ist die Dichteanomalie des Wassers ein wenig hin zu wärmeren Temperaturen verschoben. Das unterlagernde Grundwasser im Seengrund ist in der Regel etwas wärmer. Im Normalfall ist das Wasser im Monimolimnion völlig frei von gelöstem Sauerstoff.
Ein nicht durchmischtes Monimolimnion kann in sehr tiefen, windabgeschirmten Seen, etwa im Gebirge, durch fehlende Turbulenz entstehen. Eine rein temperaturgetriebene Schichtung ist aber selten über längere Zeiträume stabil, meist kommt es dann zumindest gelegentlich doch zur Durchmischung (oligomiktische Seen) Manchmal entsteht es in lange Zeit zugefrorenen Seen aufgrund der kurzen zur Durchmischung zur Verfügung stehenden Zeit. In vielen Fällen bildet es sich aufgrund der Gewässerchemie, etwa eines Zustroms salzhaltigen Wassers, das sich aufgrund seiner höheren Dichte unter das Süßwasser schichtet. Zustrom großer Mengen sehr salzarmen Wassers, etwa bei der Schmelze von Eis und Schnee, kann den Prozess dann verstärken.
Im Monimolimnion können sich aufgrund der veränderten Zusammensetzung des Wassers und der dadurch veränderten Löslichkeit in Verbindung mit fehlendem Austausch mit der Atmosphäre gelöste Gase wie Kohlenstoffdioxid stark anreichern. In Seen wie dem Nyos-See, einem Kratersee in Kamerun, können Konzentrationen von mehreren Litern pro Liter Wasser erreicht werden. Kommt es dann ausnahmsweise doch zur Vermischung, kann das Gas explosiv ausgasen und eine Katastrophe auslösen.